# Tubo de produção
Tubo de produção é um tubo usado em um poço perfurado através do qual fluidos de produção são produzidos (viajam).
A tubulação de produção é executada no poço perfurado após o revestimento ser executado e cimentado no lugar. A tubulação de produção do poço protege o revestimento de desgaste, corrosão, e deposição de subprodutos, tais como areia / lodo, parafinas, e asfaltenos. Junto com outros componentes que constituem a coluna de produção, fornece um furo contínuo a partir da zona de produção até o cabeça do poço através do qual petróleo e gás podem ser produzidos. Possui geralmente entre cinco e dez centímetros de diâmetro e é mantido no interior do revestimento através da utilização de dispositivos de embalagem expansíveis. A finalidade e projeto da tubulação de produção é permitir rápida, eficiente e segura instalação, remoção e re-instalação.
Se houver mais do que uma zona de produção no poço, até quatro linhas de tubulação de produção pode ser executadas.